# Torre del Tuerto

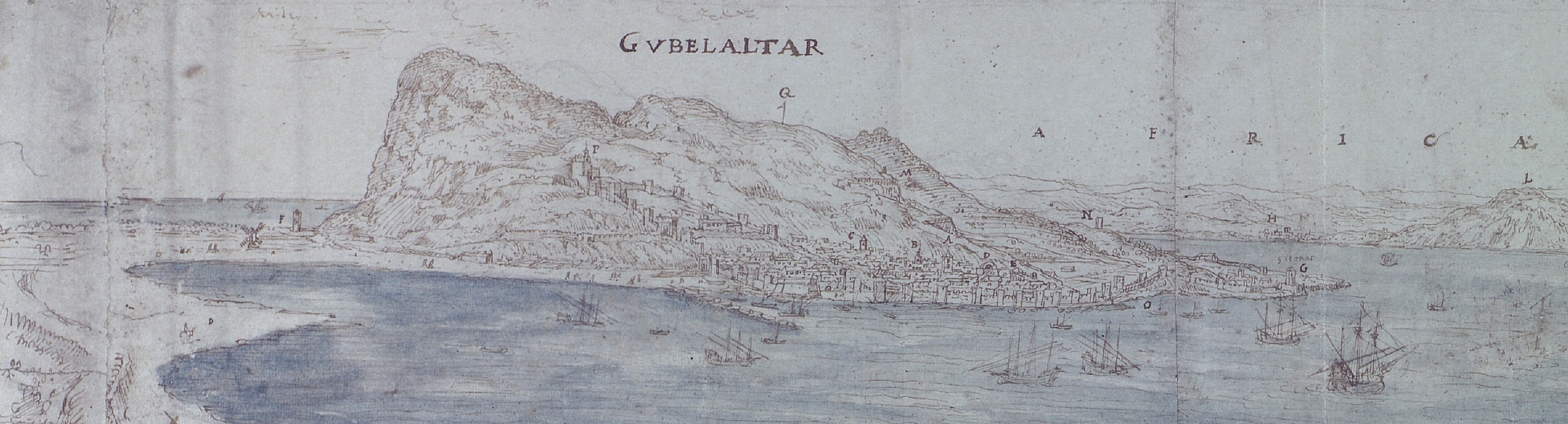
Gibraltar el 1567 (d'Anton Van den Wyngaerde, conservat al Museu Ashmolean d'Oxford). La torre del Tuerto apareix senyalada amb una 'G'

La Torre del Tuerto (literalment, torre del borni) era una torre de guaita situada a la vora de la badia d'Algesires, en el cap més prominent de la costa occidental del penyal de Gibraltar.
L'origen del nom és incert, però es diu que es refereix a Tàriq ibn Ziyad, que era borni, i que l'abril del 711 va dirigir la conquesta de la península Ibèrica, reunint les seves tropes a Gibraltar, el nom de la qual prové d'ell (Jabal Tàriq significa Muntanya Tàriq). El 1469 el rei Enric IV, en una carta al Duc de Medina Sidonia, ja esmenta la torre amb aquest nom. En un escrit de Pedro Barrantes Maldonado de 1566 descriu la torre indicant que protegeix l'accés al port amb quatre peces d'artilleria.
En la vista panoràmica de Gibraltar que va dibuixar l'artista holandès Anton Van den Wyngaerde el 1567, la torre del Tuerto es distingeix com una torre alta, amb una finestra. Aquesta única finestra podria ser el motiu del seu nom.
La Torre del Tuerto es va convertir en una part intrínseca de l'atac a Gibraltar per les forces anglo-holandeses el 1704, quedant fortament danyada. En un dibuix de l'enginyer William Skinner, de 1740, es veu la torre en estat ruïnós, i la indicació del seu possible origen com a far construït pels cartaginesos.